# 伊茲沃魯伯爾濟鄉
44°42′N 22°40′E / 44.700°N 22.667°E
伊茲沃魯伯爾濟鄉（羅馬尼亞語：Comuna Izvoru Bârzii, Mehedinți），是羅馬尼亞的鄉份，位於該國西南部，由梅赫丁茨縣負責管轄，處於布加勒斯特以西270公里，每年平均降雨量1,114毫米，海拔高度112米，2007年人口2,913。